# Wayne Bridge
Wayne Michael Bridge, född 5 augusti 1980 i Southampton, är en engelsk före detta fotbollsspelare (vänsterback). Mellan 2002 och 2009 spelade han 36 matcher för Englands landslag.

## Karriär
Wayne Bridge inledde karriären i Southampton FC där han spelade mellan 1998 och 2003 varpå han flyttade till Chelsea FC. I januari 2009 flyttade han sedan till Manchester City. Den 12 januari 2011 blev han utlånad till West Ham. Han avlsutade sin karriär i Reading FC.